# 尼科尔山脊

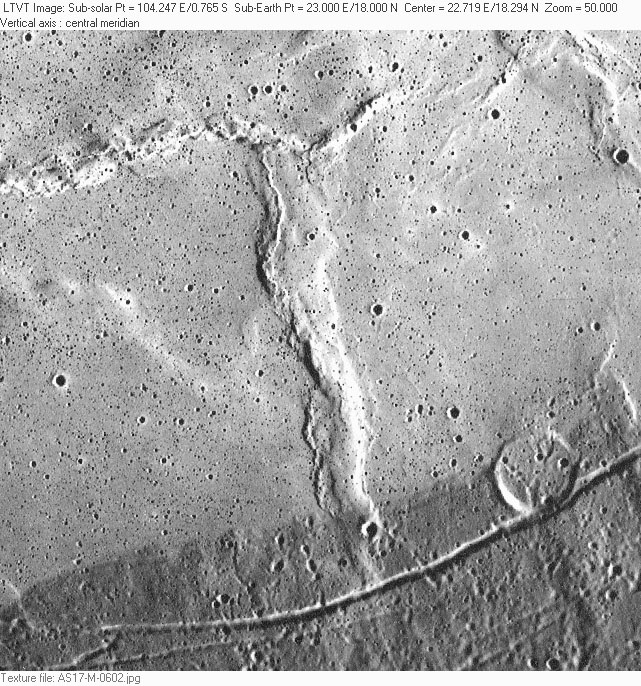
尼科尔山脊

尼科尔山脊（Dorsum Nicol）是月球澄海中靠近静海边界附近的一道皱岭，属于所谓蛇形岭中一道向南的短支，其中心月面坐标为18°00′N 23°00′E / 18.0°N 23.0°E，全长50公里，名称取自爱丁堡皇家学会院士、苏格兰地质学家及物理学家威廉·尼科尔（William Nicol，1770年4月18日 - 1851年9月2日），1976年被国际天文联合会正式批准接受。

## 另请参阅
蛇形岭